# Економічна та соціальна географія (наукова збірка)
«Економічна та соціальна географія» — науковий журнал, що займається висвітленням результатів наукових досліджень у галузі суспільної географії. Заснований у 1966 році професором Дібровою О. Т. Журнал видає географічний факультет Київського університету. Періодичність видання — 2 рази на рік. Станом на 2017 рік вийшло 78 випусків. Видання ВАК України з 1968 року. Свідоцтво про державну реєстрацію КВ 15817-4289 Р від 20.10.2009. Поновлено у переліку фахових видань Атестаційною колегією МОН України (наказ МОН України № 515 від 16 травня 2016 р.).
Журнал публікує статті, присвячені різноманітним аспектам економічної та соціальної географії, поведінкової географії та географії сприйняття, геодемографії, географії культури, регіоналістики та регіональної політики, екології, просторових трансформацій.
Журнал індексується у наукометричній базі Index Copernicus та включений до Index Copernicus Master List.
Усі статті, починаючи з 2014 року (з випуску 69) отримують цифровий ідентифікатор DOI та індексуються у базі CrossRef.

## Редакційна колегія
Склад редколегії:
- Олійник Я. Б., доктор економічних наук, академік Національної академії педагогічних наук України (головний редактор);
- Мезенцев К. В., доктор географічних наук, професор (заступник головного редактора);
- Гнатюк О. М., кандидат географічних наук (відповідальний редактор-секретар);
- Антіпова К. А., доктор географічних наук, професор;
- Арслан М., доктор географічних наук, професор;
- Бартошевич Б., доктор географічних наук, професор;
- Бейдик О. О., доктор географічних наук, професор;
- Бурнейка Д., доктор географічних наук, професор;
- Запотоцький С., доктор географічних наук, професор;
- Камінська В., доктор географічних наук;
- Карачоні Д., доктор географічних наук;
- Кріс'яне З., доктор географічних наук, професор;
- Любіцева О. О., доктор географічних наук, професор;
- Масляк П. О., доктор географічних наук, професор;
- Мельничук А. Л., кандидат географічних наук (відповідальний секретар);
- Пістун М. Д., доктор географічних наук, професор;
- Стебельський І., доктор географічних наук, професор;
- Степаненко А. В., доктор географічних наук, професор;
- Шищенко П. Г., доктор географічних наук, член-кореспондент Національної академії педагогічних наук України;
- Яценко Б. П., доктор географічних наук, професор.